# Маркиз Лотиан
Маркиз Лотиан (англ. Marquess of Lothian) — наследственный титул в системе Пэрства Шотландии. Он был создан 23 июня 1701 года для Роберта Керра, 4-го графа Лотиана (1636—1703). Маркиз Лотиан носил вспомогательные титулы: граф Лотиан (создан в 1606), граф Лотиан (вторично создан в 1631), граф Анкрам (1633), граф Анкрам (вторично создан в 1701), виконт Бриен (1701), лорд Ньюбаттл (1591), лорд Джедбург (1622), лорд Керр и Ньюбаттла (1632), лорд Керр из Нисбета, Лангньютоуна и Долфинстоуна (1633), лорд Керр из Ньюбаттла, Окснэма, Джедбурга, Долфинстоуна и Нисбета (1701), барон Кер из Кершо в графстве Роксбург (1821). Все титулы, кроме последнего, являются Пэрством Шотландии. Лорд Керр из Кершо — Пэрство Соединённого королевства. Маркизы Лотиан заседали в Палате лордов Великобритании до 1963 года.

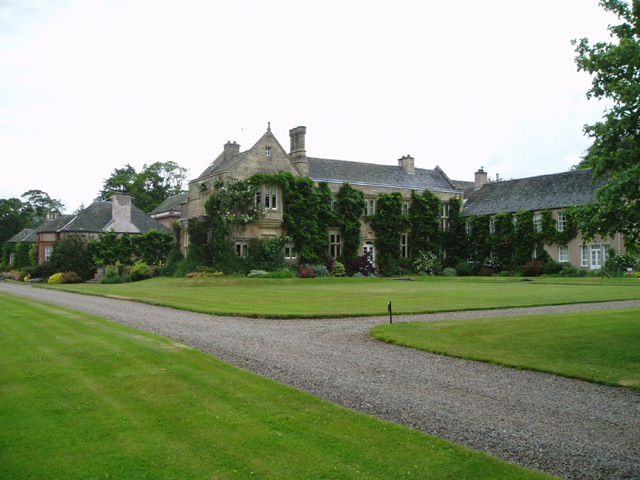
Монтевиот-хаус, резиденция 13-го маркиза Лотиана

Майкл Керр, 13-й маркиз Лотиан (1945—2024), более известный как консервативный политик Майкл Анкрам, получил звание пожизненного пэра в ноябре 2010 года как барон Керр из Монтевиота и право заседать в Палате лордов Великобритании. Он проживал в Монтевиот-хаусе. Семья также владеет большим шотландским поместьем, аббатством Ньюбаттл, в котором сейчас находится колледж, и усадьбой Бликлинг-Холл в графстве Норфолк, которая принадлежит Национальному фонду Великобритании.

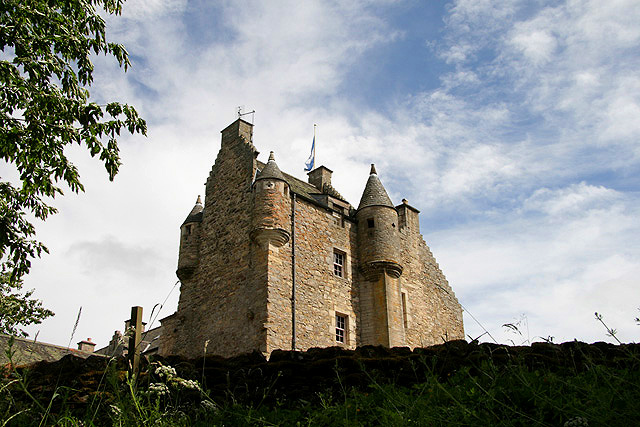
Замок Фернерхёрст, старинная резиденция графов и маркизов Лотиан

Его преемником стал младший брат, лорд Ральф Керр (род. 1957), владеющий замком Фернерхёрст в Джедборо (Роксбургшир), который был восстановлен усилиями 12-го маркиза Лотиана, и усадьбой Мельбурн-Холл (Дербишир).

## История

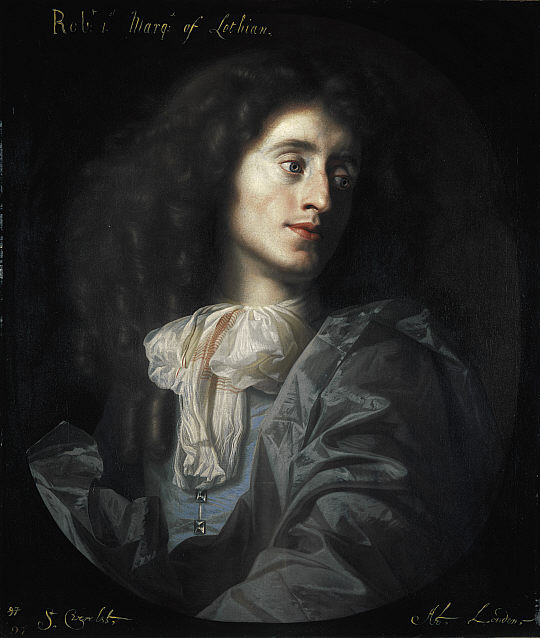
Роберт Керр, 1-й маркиз Лотиан (1636—1703)

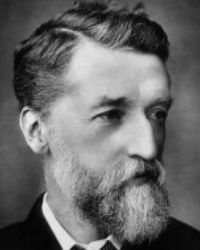
Шомберг Генри Лотиан, 9-й маркиз Лотиан (1833—1900)

Шотландский дворянин Марк Керр (1553—1609) получил титулы лорда Ньюбаттла (1591) и графа Лотиана (1605) с правом передачи мужским потомкам. Его преемником стал его старший сын Роберт Керр, 2-й граф Лотиан (ум. 1624). В 1621 году Роберт Керр получил от короны разрешение на передачу титулов графа Лотиана и лорда Ньюбаттла по наследству своим дочерям. В 1624 году после смерти Роберта Керра графский титул унаследовала его старшая дочь, леди Энн Керр (ум. 1667). Её муж, сэр Уильям Керр (старший сын сэра Роберта Керра, позднее 1-й граф Анкрам) получил титулы лорда Керра из Ньюбаттла и графа Лотиана в 1631 году. В 1667 году после смерти Энн Керр её старший сын Роберт Керр (1636—1703) получил титул 4-го графа Лотиана, а в 1675 году после смерти своего отца — титул 2-го графа Лотиана.
В 1633 году сэр Роберт Керр (ок. 1578—1654), отец Уильяма Керра, 1-го графа Лотиана 2-й креации, получил титулы лорда Керра из Нисбета, Лангньютоуна и Долфинстоуна, а также графа Анкрама. В 1654 году ему наследовал его младший сын, Чарльз Керр, 2-й граф Анкрам (1624—1690). После смерти Чарльза Керра, графа Анкрама, титул 3-го графа Анкрама унаследовал его племянник, Роберт Керр, 2-й и 4-й граф Лотиан (1636—1703). В 1701 году для него были созданы титулы лорда Керра из Ньбаттла, Окснэма, Джедбурга, Долфинстоуна и Нисбета, виконта Бриена, графа Анкрама и маркиза Лотиана.
Уильям Керр, 2-й маркиз Лотиан (1661—1722), стал преемником своего двоюродного брата, Роберта Керра, 4-го лорда Джедбурга (ум. 1690), став 5-м лордом Джудбургом.
Уильям Керр, 6-й маркиз Лотиан (1763—1824), получил в 1821 году титул барона Керра из Кершо в графстве Роксбург (Пэрство Соединённого королевства).
Маркизы Лотиан являются потомственными вождями шотландского равнинного клана Керр.

## Графы Лотиан, первая креация (1606)
- 1606—1609: Марк Керр, 1-й граф Лотиан (1553 — 8 апреля 1609), сын Марка Керра, аббата из Ньюбаттл (Мидлотиан);
- 1609—1624: Роберт Керр, 2-й граф Лотиан (ум. 6 марта 1624), старший сын предыдущего;
- 1624—1667: Энн Керр, 3-я графиня Лотиан (ум. 26 марта 1667), старшая дочь предыдущего;
- 1667—1703: Роберт Керр, 4-й и 2-й граф Лотиан, 3-й граф Анкрам (8 марта 1636 — 15 февраля 1703), старший сын предыдущей, маркиз Лотиан с 1701 года.

## Графы Лотиан, вторая креация (1631)
- 1631—1675: Уильям Керр, 1-й и 3-й граф Лотиан (1605 — октябрь 1675), единственный сын Роберта Керра, 1-го графа Анкрама (1578—1654), от первого брака с Элизабет Мюррей. Супруг Энн Керр, 3-й графини Лотиан (ум. 1667), и отец Роберта Керра, 1-го маркиза Лотиана (1636—1703)

Графство унаследовал 4-й граф первой креации (см. выше).

## Лорды Джедбург (1621/1622)
- 1621—1633: Эндрю Керр, 1-й лорд Джедбург (умер 1633), старший сын сэра Томаса Керра из Фернерхёрста от первого брака с Джанет Керколди;
- 1633 — ок. 1650: Александр Керколди, позже Керр, де-юре 2-й лорд Джедбург (ок. 1590 — ок. 1650), сын Уильяма Керколди из Гранжа (ум. 1598/1599), внук предыдущего;
- ок. 1650 — до 1670: Джон Керр, де-юре 3-й лорд Джедбург (ум. до 1670), сын предыдущего;
- до 1670—1692: Роберт Керр, 4-й лорд Джедбург (умер 4 августа 1692), сын сэра Джеймса Керра (ум. 1645), внук Томаса Керра из Фернерхёрста;
- 1692—1722: Уильям Керр, 5-й лорд Джедбург (1661 — 28 февраля 1722), старший сын Роберта Керра, 1-го маркиза Лотиана (1636—1703), позднее 2-й маркиз Лотиан (с 1703).

## Графы Анкрам (1633)

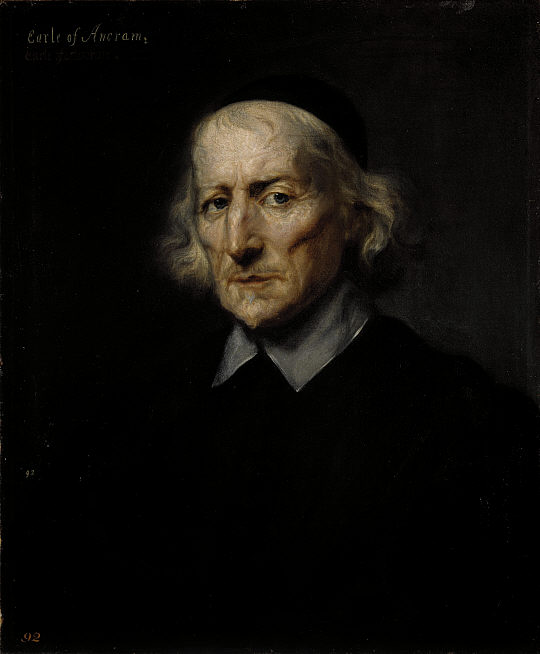
Роберт Керр, 1-й граф Анкрам (1578—1654)

- 1633—1654: Роберт Керр, 1-й граф Анкрам (1578—1654), сын Уильяма Керра из Анкрама (ум. 1590);
- 1654—1690: Чарльз Керр, 2-й граф Анкрам (6 августа 1624 — 1/11 сентября 1690), единственный сын предыдущего;

Графство наследовал 4-й и 2-й граф Лотиан (см. выше).

## Маркизы Лотиан (1701)

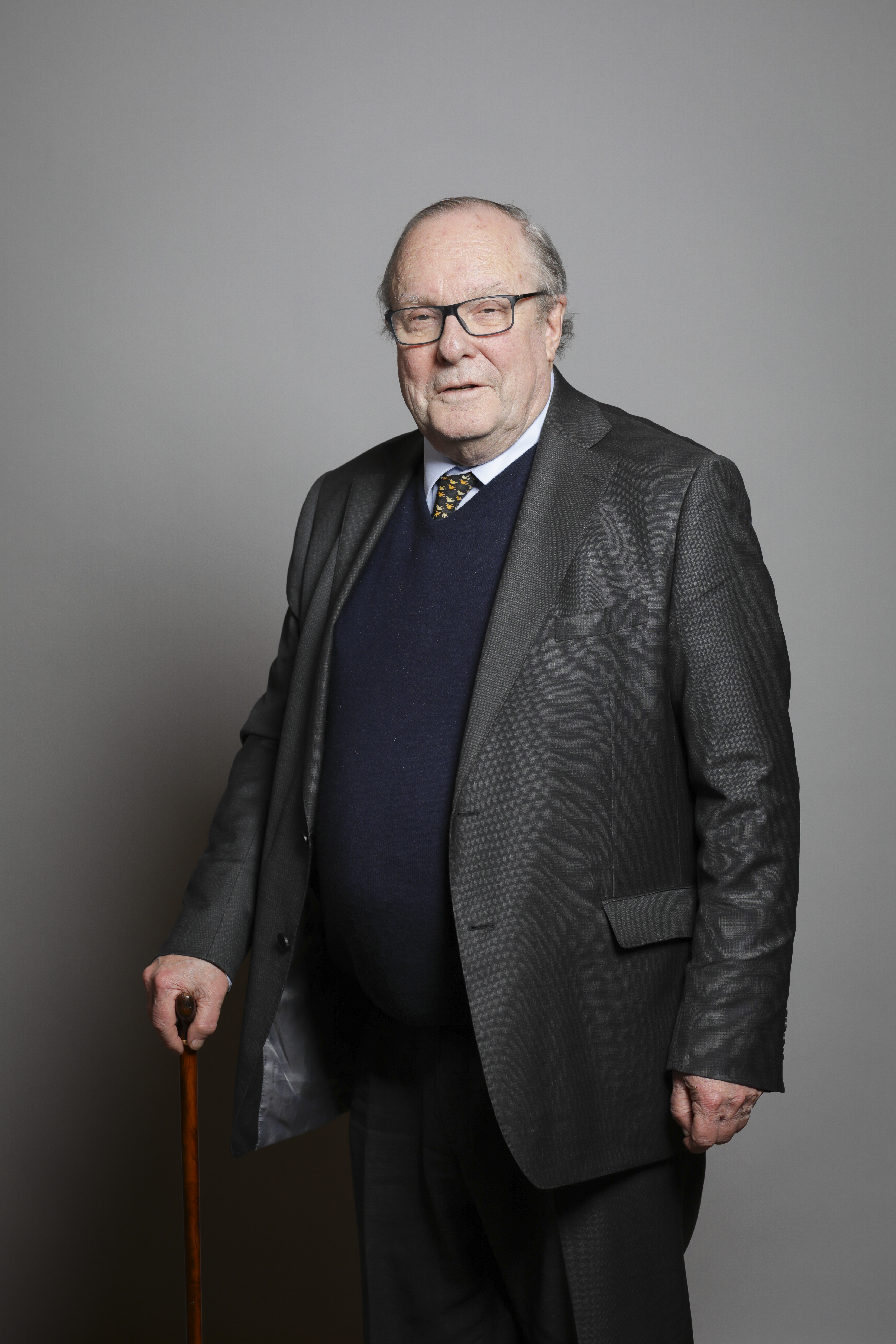
Майкл Эндрю Фостер Джуд Керр, 13-й маркиз Лотиан (1945—2024)

- 1701—1703: Роберт Керр, 1-й маркиз Лотиан (8 марта 1636 — 15 февраля 1703), старший сын Уильяма Керра, 1-го графа Лотиана (1605—1675) и Энн Керр, 3-й графини Лотиана (ум. 1667). Лорд-председатель сессионного суда (1689—1703);
- 1703—1722: Генерал-лейтенант Уильям Керр, 2-й маркиз Лотиан (1661 — 28 февраля 1722), старший сын предыдущего;
- 1722—1767: Уильям Керр, 3-й маркиз Лотиан (1690 — 28 июля 1767), единственный сын предыдущего. Лорд верховный комиссар Генеральной ассамблеи церкви Шотландии (1732—1738), лорд-клерк регистрации (1739—1756);
- 1767—1775: Уильям Керр, 4-й маркиз Лотиан (1710 — 12 апреля 1775), старший сын предыдущего. Депутат Палаты общин от Ричмонда (1747—1763);
- 1775—1815: Генерал Уильям Керр, 5-й маркиз Лотиан (13 марта 1737 — 4 января 1815), единственный сын предыдущего;
- 1815—1824: Уильям Керр, 6-й маркиз Лотиан (4 октября 1763 — 27 апреля 1824), старший сын предыдущего. Лорд-лейтенант Роксбургшира (1812—1824) и Мидлотиана (1819—1824), великий магистр Великого ложа Шотландии (1794—1796);
- 1824—1841: Джон Керр, 7-й маркиз Лотиан (1 февраля 1794 — 14 ноября 1841), старший сын предыдущего от первого брака. Депутат Палаты общин от Хантингдона (1820—1824), капитан почётной йоменской гвардии (1841), лорд-лейтенант Роксбургшира (1824—1841);
- 1841—1870: Уильям Шомберг Роберт Керр, 8-й маркиз Лотиан (12 августа 1832 — 4 июля 1870), старший сын предыдущего;
- 1870—1900: Шомберг Керр, 9-й маркиз Лотиан (2 декабря 1833 — 17 января 1900), младший брат предыдущего. Министр по делам Шотландии (1887—1892), хранитель Малой печати Шотландии (1874—1900);
- 1900—1930: Роберт Шомберг Керр, 10-й маркиз Лотиан (22 марта 1874 — 16 марта 1930), третий сын предыдущего;
- 1930—1940: Филип Керр, 11-й маркиз Лотиан (12 апреля 1882 — 12 декабря 1940), старший сын генерал-майора лорда Ральфа Друри Керра (1837—1916), внук 7-го маркиза Лотиана. Канцлер герцогства Ланкастерского (1931), заместитель министра по делам Индии (1931—1932), посол Великобритании в США (1939—1940);
- 1940—2002: Питер Керр, 12-й маркиз Лотиан  (8 сентября 1922 — 11 октября 2004), старший сын капитана Эндрю Уильяма Керра (1877—1929), внук адмирала Уолтера Талбота Керра (1839—1927), правнук 7-го маркиза Лотиана. Лорд-хранитель рудников (1977—1983);
- 2002—2024: Майкл Керр, 13-й маркиз Лотиан (7 июля 1945 — 1 октября 2024), старший сын предыдущего. Депутат Палаты общин от Бервика и Восточного Лотиана (1974), Южного Эдинбурга (1979—1987) и Девизеса (1992—2010), теневой министр иностранных дел (2001—2005) и теневой министр обороны (2005), председатель консервативной партии (1998—2001), заместитель председателя консервативной партии (2001—2005);
- 2024 — настоящее время: Ральф Керр, 14-й маркиз Лотиан (род. 7 ноября 1957), младший брат предыдущего;
  - Наследник: Джон Уолтер Питер Дональд Керр (род. 8 августа 1988), старший сын предыдущего.